# トーマシュ・ウロブレフスキ
トーマシュ・ウロブレフスキ（Tomasz Wróblewski、1980年6月2日 - ）、ポーランドのミュージシャンで、ブラッケンド・デスメタル・バンド「ベヒーモス」のベーシスト、バック・ボーカリスト。
1997年からはシンフォニック・ブラックメタルバンド「ヴェサニア」のリード・ボーカル、ギタリストとしても活動している。

## 略歴
ワルシャワ生まれ。2002年にドゥームメタル・バンド「Neolithic」のベーシストとして2006年のバンド解散まで在籍していた。2003年、セッション・ベーシスト「Orion (オライオン)」名義でベヒーモスに参加。ギタリスト・ハヴォクの脱退後、オライオンは担当楽器をギターに転換した。2004年、ベヒーモスにセッション・ギタリストのセトを迎えたため、オライオンは再びベースを担当することとなり、ベヒーモスの正式メンバーとなった。
2010年にネオリスの元メンバーとロックバンド「ブラック・リバー」を結成するが、ボーカルのマチェイ・タフが健康上の理由で音楽業界から引退したため解散した。
ESP、Mark Bass、DV Markからエンドースされている。